# Teponaztli
Un teponaztli è un tipo di tamburo inciso usato in Messico centrale dagli Aztechi e dalle culture a loro legate.

## Descrizione

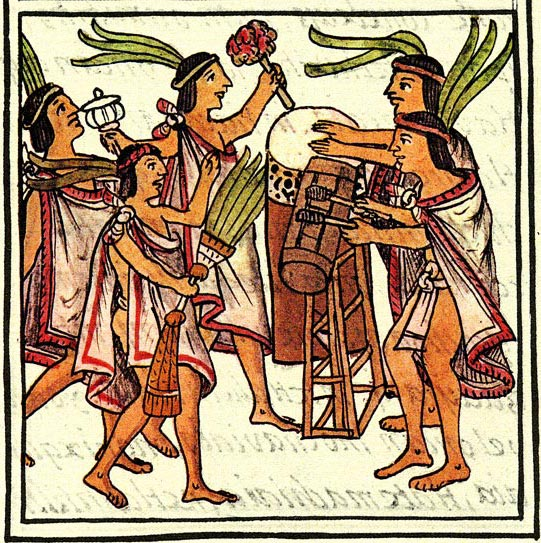
Disegno del XVI secolo sul Codice fiorentino che rappresenta la cerimonia di "1 Fiore" con un teponaztli (davanti) ed un huehuetl (dietro)

Il Teponaztli era fatto con duri tronchi di legno cavi, spesso bruciacchiati. Come molti tamburi ad incisione, il teponaztli aveva tre fessure sulla parte superiore, a forma di "H". Le lingue che si formavano venivano colpite con palle di gomma messe su mazze, spesso fatte con corna di cervidi. Dato che le lingue sono di lunghezza diversa, o scolpite con diverse profondità, il teponaztli produce 2 diversi suoni, solitamente con una terza o quarta tra loro.
I Teponaztli venivano solitamente decorati con sculture in rilievo di varie divinità o con disegni astratti, oppure con forme di varie creature o umane. Alcune di queste creature hanno la bocca aperta, aumentando il volume grazie al buco che vi si trova. Su altri tamburi veniva praticato un foro nella parte inferiore. I Teponaztli della cultura mixteca che abitava l'odierno Messico centro-meridionale erano noti per le scene belliche o mitologiche che li ricoprivano.
La lunghezza variava tra i 30 ed i 120 centimetri. I teponaztli più grandi venivano montati su strutture di supporto. I più piccoli potevano anche essere portati appesi alle spasse con cinghie.
Motolinia, un frate francescano e cronico dello stile di vita azteco post-conquista, disse che il teponaztli, o come lo chiamava lui il contrabajos (contrabbasso), veniva spesso suonato con tamburi in pelle huehuetl per accompagnare le danze. Oltre che per le danze, i teponaztli erano usati per accompagnare la lettura delle poesie: il suono dei tamburi appariva anche all'interno delle poesie stesse ("totocoto tototo cototo tiquititi titiqui tiquito"). Questa notazione simile al solfeggio ci permette di ricostruire i ritmi ed i suoni degli Aztechi.
I tamburi venivano usati anche in altre celebrazioni (come raffigurato nel Codice fiorentino) o in guerra come mezzo di comunicazione. Secondo alcune fonti, in particolari occasioni ufficiali il sangue delle vittime sacrificali era a volte versato nel tamburo.

## Riferimenti nella Letteratura
Nel romanzo Il Ritratto di Dorian Grey, Oscar Wilde nomina il teponaztli tra gli strumenti esotici che Dorian inizia a collezionare nella sua abitazione; viene nominato insieme allo ayotl, strumento azteco anch'esso.